# Cyrtochilum ixioides
Cyrtochilum ixioides är en orkidéart som beskrevs av John Lindley. Cyrtochilum ixioides ingår i släktet Cyrtochilum, och familjen orkidéer.
Artens utbredningsområde är Colombia. Inga underarter finns listade i Catalogue of Life.